# The Sound of Girls Aloud: The Greatest Hits
 (avril 2024).
Si vous disposez d'ouvrages ou d'articles de référence ou si vous connaissez des sites web de qualité traitant du thème abordé ici, merci de compléter l'article en donnant les références utiles à sa vérifiabilité et en les liant à la section « Notes et références ».
Sound of Girls Aloud : The Greatest Hits est le 4e album des Girls Aloud, sorti le 23 octobre 2006.
Après trois albums studio, les Girls Aloud ont sorti leur première compilation, leur premier opus à se classer #1 en Angleterre.
En effet la compilation entre directement no 1 du Top Album anglais en novembre 2006, et s'écoule à plus de 700 000 exemplaires en moins de deux mois. L'album devient ainsi la 16e meilleure vente de l'année 2006, avec seulement deux mois d'exploitation, et la deuxième meilleure vente best-of derrière le groupe Oasis (mais devant les Beatles). Aujourd'hui cette compilation est certifiée triple disque de platine (900 000 copies). 

## Historique
Le 6 octobre 2006, Girls Aloud annonce un nouvel album.

## Titres
1. Sound Of The Underground
2. Love Machine
3. Biology
4. No Good Advice
5. I'll Stand By You
6. Jump
7. Show
8. See The Day
9. Wake Me Up
10. Life Got Cold
11. Something Kinda Ooooh
12. Whole Lotta History
13. Long Hot Summer
14. Money (titre inédit, non-commercialisé)
15. I Think We're Alone Now

## Commentaires
Une version exclusive et limitée de l'album, contenant des versions inédites de précédents singles (Sound of the Underground, No Good Advice et Wake Me Up), une reprise live des Kaiser Chiefs (I predict a riot) et deux inédites (Sacred trust et Hanging on the telephone) est épuisée au bout de deux semaines d'exploitation.
Deux titres inédits ont assuré la promotion de l'album. Le premier, Something Kinda Oooh est commercialisé deux semaines avant la sortie du Best-of et se classe 5e en étant uniquement disponible en téléchargement légal, puis no 3 la semaine suivante grâce à la sortie physique du single. Avec ce single, le groupe signe son retour dans le top3, deux ans après I'll stand by you. De plus, elles obtiennent également un nouveau record puisque Something Kinda Oooh devient le premier titre britannique à entrer dans le top5 uniquement grâce aux téléchargements, et leur 13e top10 consécutif en Angleterre. Finalement Something Kinda Oooh s'écoule à plus de 150 000 exemplaires, une des meilleures ventes de l'année outre-manche.
Le deuxième extrait du Best-of est I think we're alone now et entre à la 4e place la semaine de Noël, devenant ainsi leur 14e top10 consécutif en Angleterre. À l'occasion de la sortie du single, le titre a été remixé pour offrir une version inédite au public.
La sortie du Best-of a définitivement marqué un véritable tournant dans l'histoire du groupe, dont la popularité a encore augmenté grâce à cet opus qui a su s'imposer comme un évènement outre-manche. La presse de tout milieu a acclamé la sortie de ce Best-of, et même The Times présentait l'album comme « la meilleure collection pop du XXIe siècle ». Pourtant la sortie du Best-of coïncidait avec la sortie du Best-of des Sugababes, autre grand groupe pop anglais. Les médias, qui ont l'habitude de mettre en concurrence les deux groupes, ont tourné la sortie des deux Best-of en une véritable compétition entre les deux plus grands groupes pop du XXIe siècle. Finalement, le Best-of des Sugababes n'atteint que la 3e place, et s'écoule à 400 000 exemplaires, moitié moins que celui des Girls Aloud. Cependant, les deux groupes font taire les rumeurs au sujet de leur rivalité en s'unissant en mars 2007 pour sortir le single Walk this way (reprise d'Aerosmith et Run DMC) qui se classe directement no 1.